# Chromadorina epidemos
Chromadorina epidemos is een rondwormensoort uit de familie van de Chromadoridae. De wetenschappelijke naam van de soort is voor het eerst geldig gepubliceerd in 1967 door Hopper & Meyers.